# Missile balistique intercontinental
Pour un article plus général, voir Missile balistique.

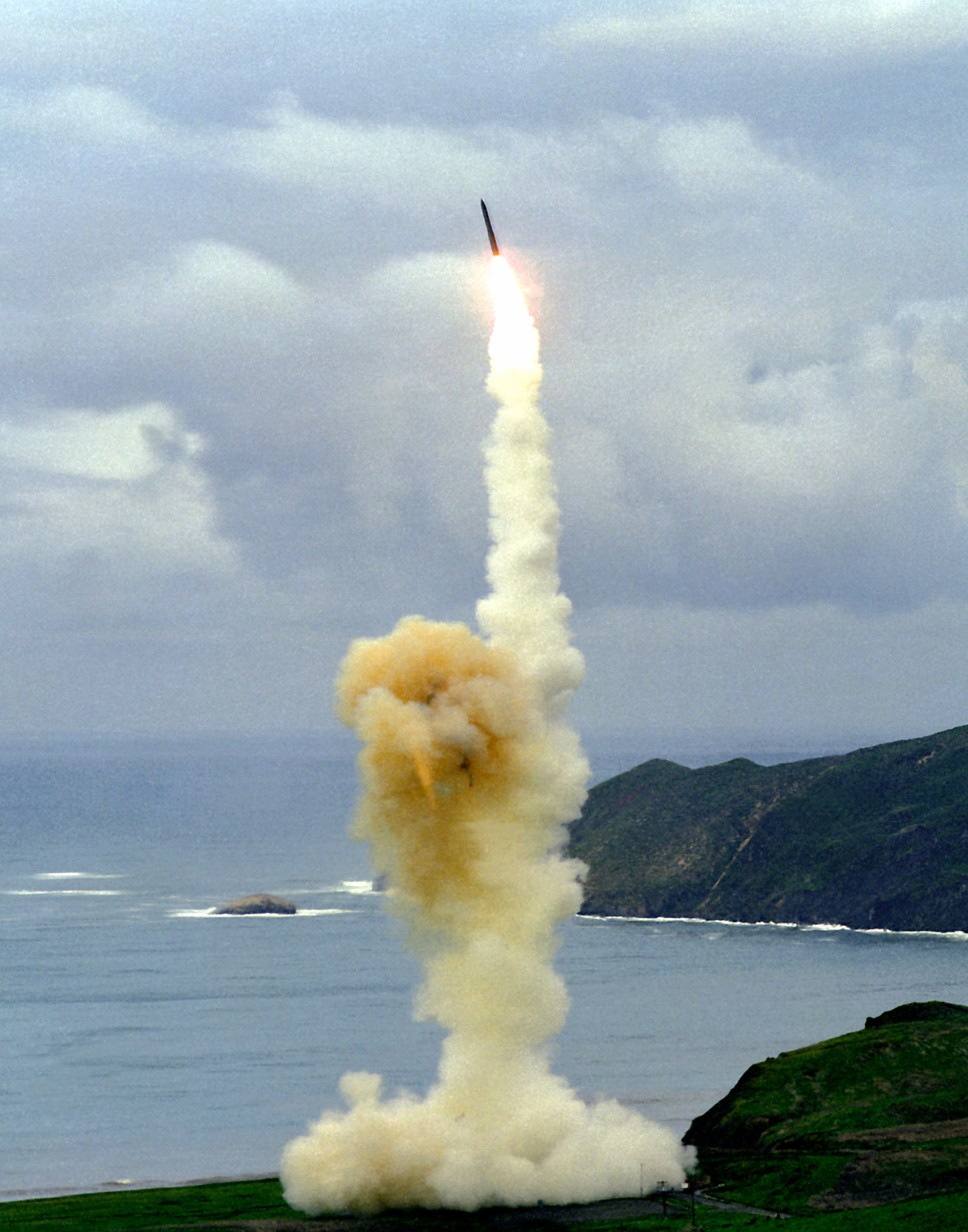
Test de lancement d'un missile Minuteman III.

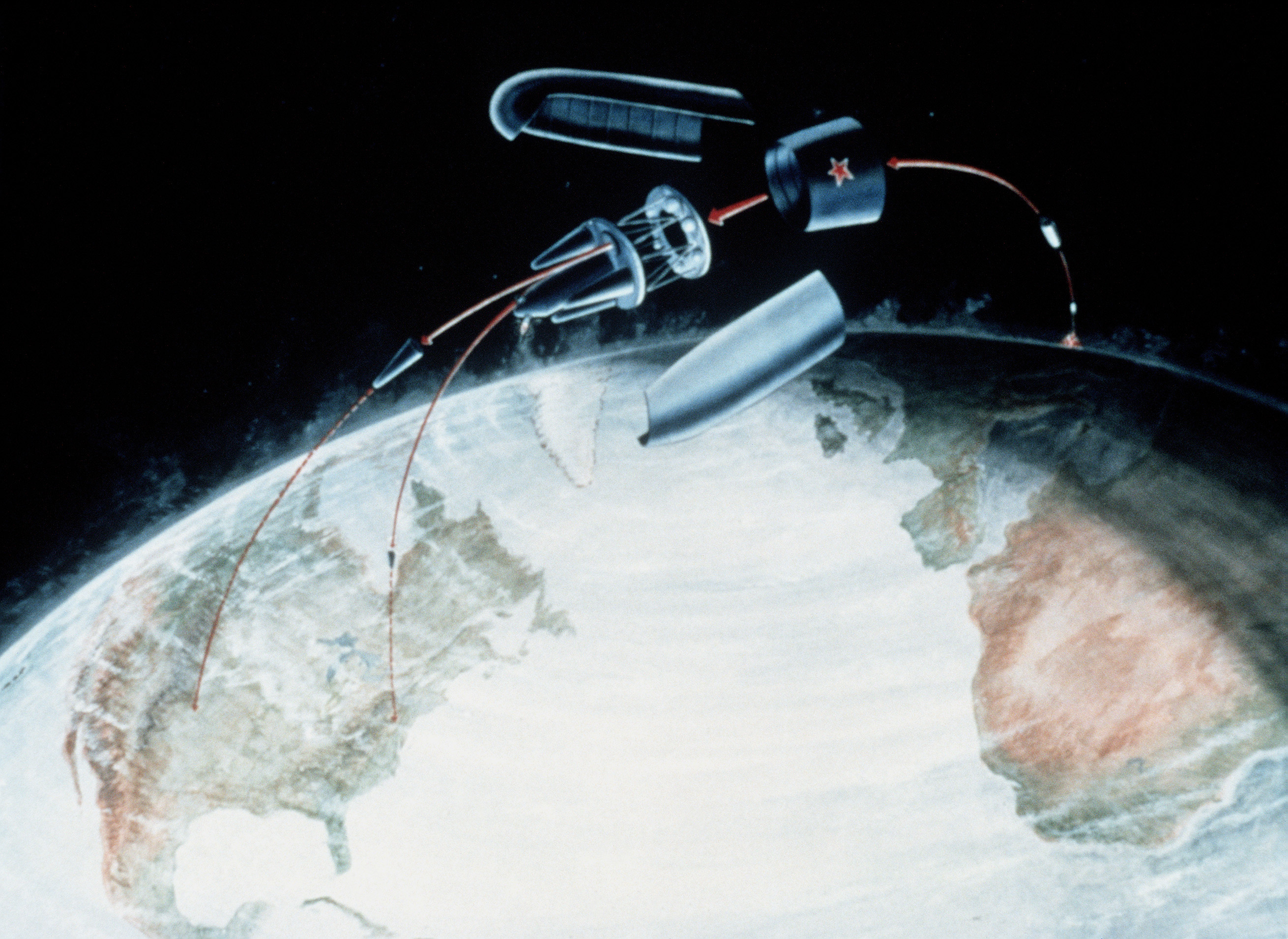
Un missile balistique peut porter plusieurs ogives permettant de frapper des objectifs différents dans une même zone.

Un missile balistique intercontinental (en anglais : Intercontinental ballistic missile ou ICBM) est un missile balistique d'une portée supérieure ou égale à 5 500 km (par convention de traités).

## Historique
Le complexe militaro-industriel allemand lança durant la Seconde Guerre mondiale les premières études pour un lanceur pouvant emporter des charges militaires sur un autre continent, la cible spécifique étant les États-Unis, mais la chute du Troisième Reich interrompit les recherches et les Alliés se partagèrent ses travaux.
Le premier missile balistique intercontinental fut le soviétique R-7 Semiorka (R-7 numéro 7) qui parcourut 6 000 km le 21 août 1957. Le succès du second essai du 7 septembre 1957 dans sa trajectoire ascendante poussa l'Union soviétique à l'utiliser comme lanceur de satellite, ce qu'elle fit avec la 8K71PS ou R-7 numéro 9, qui emporta le Spoutnik 1 le 4 octobre 1957. Deux suivirent en novembre de la même année, qui envoyèrent en orbite Spoutnik 2 et 3.
Le premier tir d'un ICBM aux États-Unis a eu lieu avec un SM-65 Atlas le 17 décembre 1957.

## Charge utile

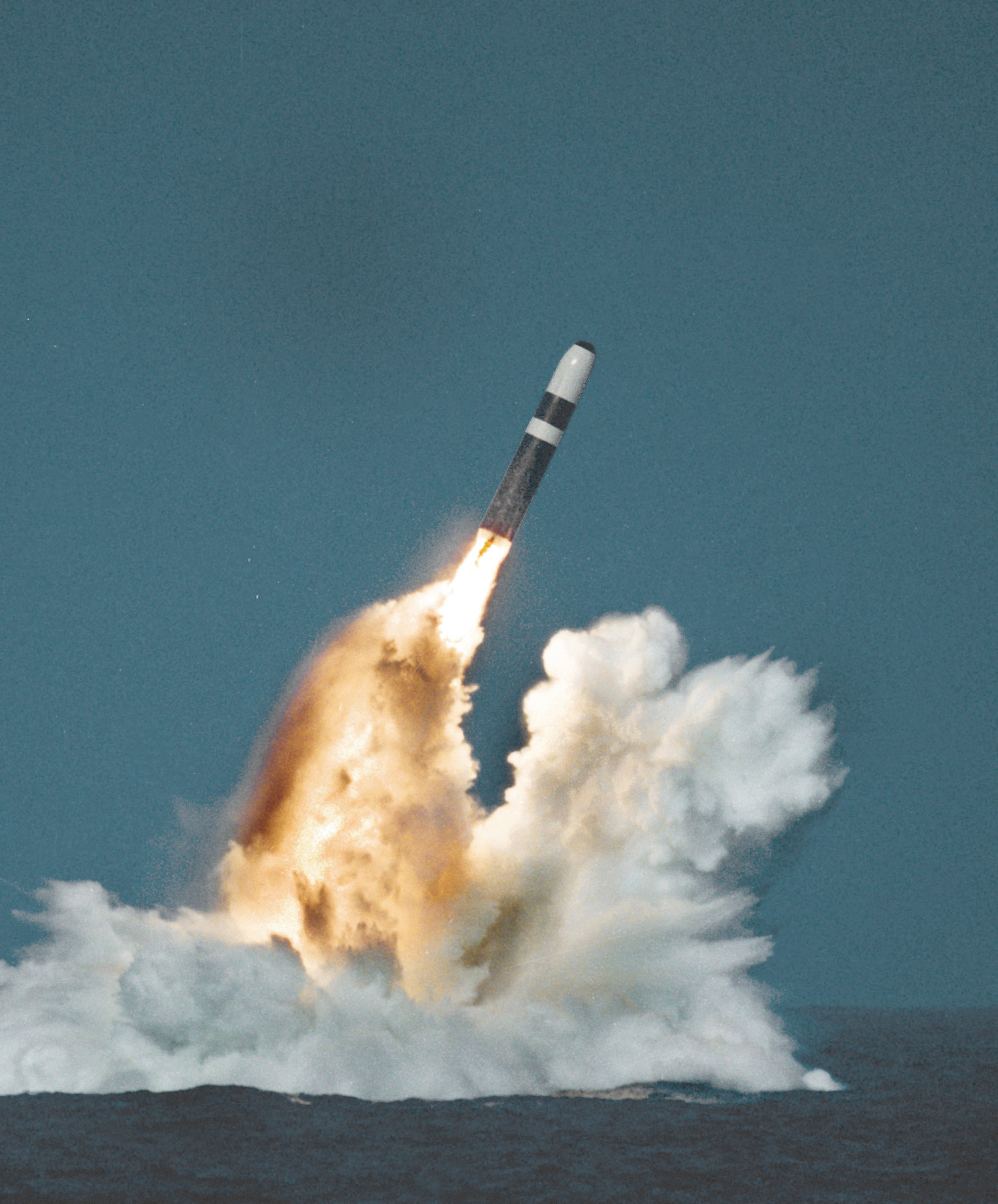
Lancement sous-marin du missile Trident II (D-5) des États-Unis.

Les missiles balistiques intercontinentaux sont généralement conçus pour porter une ou plusieurs ogives nucléaires.
Cependant, l'URSS avait durant la guerre froide des armes biologiques embarquées à bord de certains missiles[réf. nécessaire]. Jusqu'en 1992, le système AN/DRC-8 Emergency Rocket Communications System (en) fournissait aux États-Unis une capacité de lancement rapide de satellites de télécommunications, en remplaçant la charge utile nucléaire d'un ICBM Minuteman par un répéteur UHF.
Depuis les années 2000, des responsables des forces armées des États-Unis étudient la possibilité d'installer des ogives conventionnelles ou inertes (l'énergie cinétique due à la grande vitesse d’impact causant d'importants dégâts) à la place des armes nucléaires sur plusieurs de leurs missiles balistiques dans les années 2010–2020 dans le cadre du programme Prompt Global Strike. Un premier essai avec un missile mer-sol balistique stratégique Trident II aurait dû avoir lieu en août 2009 mais ce programme a été abandonné. L'utilisation de telles charges comporte des problèmes d'identification par les autres pays qui, en cas de tir, ne peuvent savoir s'il s'agit d'un bombardement nucléaire ou conventionnel.
La république populaire de Chine a en revanche développé des versions du DF-21 emportant des charges conventionnelles.
Au sujet des armes nucléaires, l'état de préparation au combat est qualifié de lancement rapide ou de lancement différé, en fonction de leur statut.

## Catégories

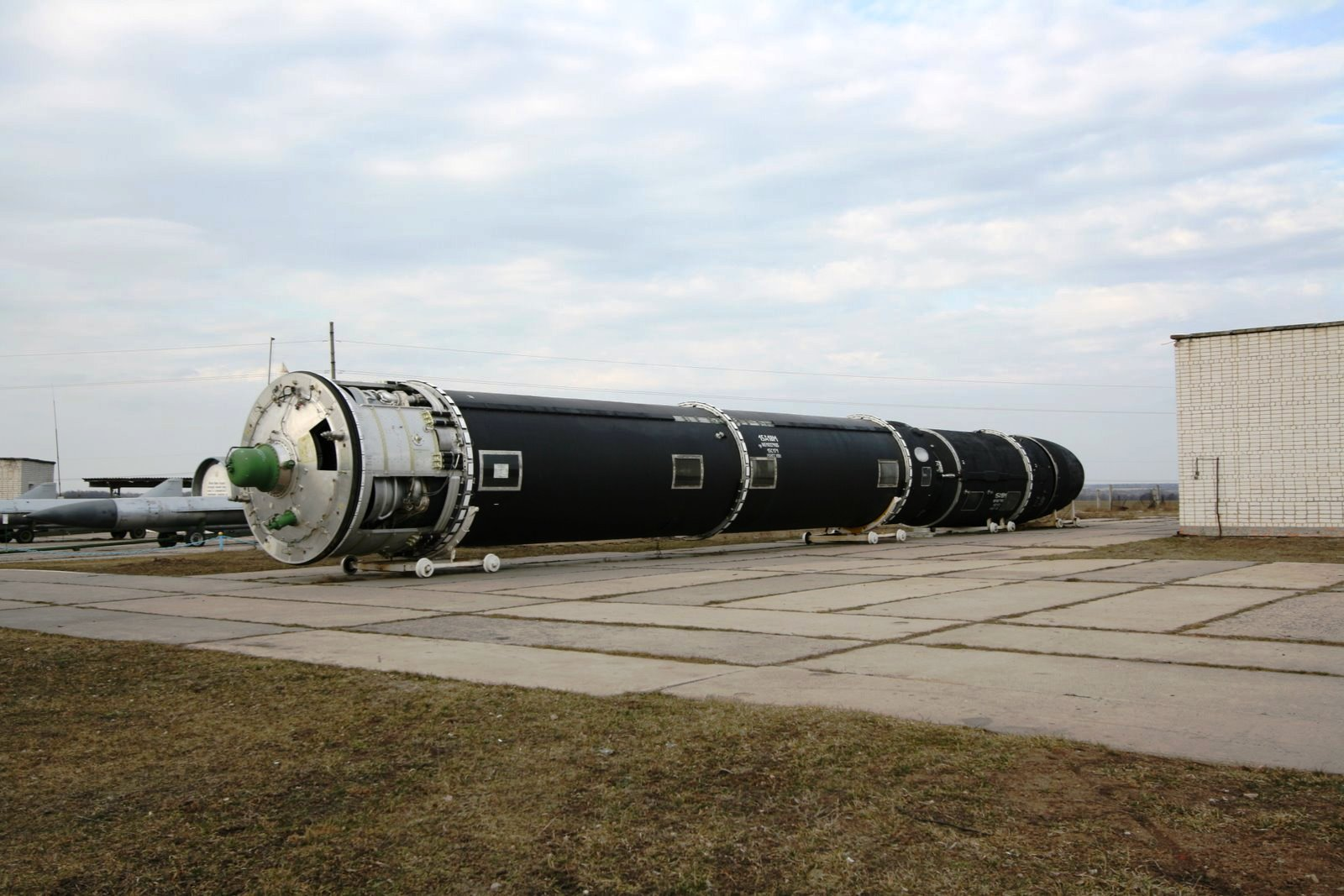
Un R-36MUTTH, code OTAN SS-18 mod. 5, au musée des forces stratégiques. Cet engin soviétique est le plus lourd missile conçu jusqu’à présent avec sa masse de 210 t.

Les ICBM se différencient des autres missiles balistiques par leur vitesse et leur portée :
- les missiles balistiques à courte portée pour champ de bataille, en anglais : Tactical Ballistic Missile (TBM) ou également Battlefield Range Ballistic Missile (BRBM) ;
- les missiles balistiques de courte portée SRBM : portée maximale de 1 000 km selon le Missile Defense Agency des États-Unis[réf. souhaitée] ;
- les missiles balistiques de portée moyenne MRBM : portée entre 1 000 et 3 000 km selon la Missile Defense Agency des États-Unis[réf. souhaitée] ;
- les missiles balistiques de portée intermédiaire IRBM : portée entre 3 000 et 5 500 km selon la Missile Defense Agency des États-Unis[réf. souhaitée].

En 2017, tous les membres permanents du Conseil de sécurité des Nations unies disposent de systèmes opérationnels permettant de lancer des ICBM : tous possèdent des sous-marins nucléaires lanceurs d'engins (SNLE) et la Russie, les États-Unis et la Chine ont des bases terrestres permettant de lancer des missiles balistiques intercontinentaux. De plus, la Chine et la Russie possèdent des systèmes terrestres mobiles.
En plus des membres du conseil permanent de l'ONU, l’Inde développe une variante de son missile Agni, appelé Agni 4, qui aurait une portée de 6 000 km. Certaines agences de renseignements soupçonnent la Corée du Nord de vouloir en développer ; deux tests de différents prototypes de missiles en 1998 et 2006 n’ont pas été concluants.
En 1991, les États-Unis et la Russie ont conclu un traité de réduction des armes stratégiques afin de réduire leurs déploiements d’ICBM et les ogives attribuées.

## Phases de vol

### Vol balistique
Les phases suivantes de vol balistique peuvent être distinguées :
1. Phase de poussée : de 3 à 4 minutes ; l'altitude à la fin de cette phase est entre 150  et   200 kilomètres, la vitesse moyenne est de 7 km/s (la vitesse de satellisation minimale d'un objet de la surface de la Terre est de 7,9 km/s) ;
2. Phase intermédiaire : environ 25 minutes pour une cible à 12 000 km — vol suborbital sur une orbite elliptique, c'est-à-dire l'orbite fait partie d'une ellipse avec l'axe principal vertical ; l'apogée est à une altitude d'environ 1 200 km ; l'axe semi-principal vaut entre 1 fois et 1⁄2 le rayon de la Terre ; la projection de l'orbite sur la surface de la terre est un grand cercle ;
3. Phase de rentrée : environ 2 minutes. Le missile peut libérer quelques ogives, chacune ayant une trajectoire propre, ainsi qu'un grand nombre de leurres pour dérouter la défense antimissile.

### Vol planant

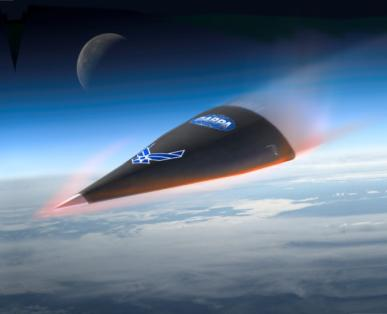
Représentation du planeur hypersonique Hypersonic Technology Vehicle 2 (HTV-2) de l’USAF testé en 2010 et 2011.

Envisagé depuis la conception des premiers missiles balistiques et testé en 1959 avec Alpha Draco (en), reporté dans les années 1960/70 pour éviter une course à l’armement et testé à partir des années 1980 par les États-Unis, puis par la Chine et la Russie depuis les années 2000, les spécialistes recherchent une trajectoire de « croisière » extrêmement rapide (entre 10 000 et 20 000 km/h), tout en maintenant la manœuvrabilité des MIRV à charge conventionnelle ou nucléaire potentiellement « satellisable »[réf. souhaitée].
Une des solutions est une ogive de type planeur hypersonique (en anglais : Hypersonic Glide Vehicle) qui rebondit sur l’atmosphère (entre 80 et 100 km d’altitude). En général, toute l'énergie est fournie dans la phase balistique initiale, puis l'engin avance sur son élan, étant essentiellement piloté lorsqu'il replonge dans les hautes couches de l’atmosphère pour rebondir.

## Liste de missiles balistiques intercontinentaux
| nom local             | code OTAN             | pays             | dépl. | ogives | charge               | masse  | propulsion (par étage) | portée          | Précision | tir            |
| --------------------- | --------------------- | ---------------- | ----- | ------ | -------------------- | ------ | ---------------------- | --------------- | --------- | -------------- |
| R-7                   | SS-6 Sapwood          | Union soviétique | 1957  | 1      | 2,9 Mt               | 265 t  | kér. et kér.           | 8 000 km        | 3 700 m   | tour           |
| SM-65 Atlas           | SM-65 Atlas           | États-Unis       | 1959  | 1      | 1,4 Mt               | 121 t  | kér.                   | 11 000 km       | 3 700 m   | tour et silo   |
| R-16                  | SS-7 Saddler          | Union soviétique | 1961  | 1      | 5 Mt                 | 140 t  | hyp. et hyp.           | 11 000 km       | 2 700 m   | tour et silo   |
| SM-68 Titan           | SM-68 Titan           | États-Unis       | 1961  | 1      | 4 Mt                 | 100 t  | kér. et kér.           | 10 000 km       | 1 400 m   | silo           |
| LGM-30 Minuteman      | LGM-30 Minuteman      | États-Unis       | 1962  | 1      | 1,2 Mt               | 29 t   | sol., sol. et sol.     | 10 000 km       | 2 400 m   | silo           |
| Titan II              | Titan II              | États-Unis       | 1962  | 1      | 9 Mt                 | 154 t  | sol., sol., sol.       | 10 000 km       | n.d.      | silo           |
| R-9                   | SS-8 Sasin            | Union soviétique | 1964  | 1      | 2,3 Mt               | 81 t   | kér. et kér.           | 11 000 km       | 2 000 m   | tour et silo   |
| R-36                  | SS-9 Scarp            | Union soviétique | 1966  | 1      | 18–25 Mt             | 210 t  | hyp. et hyp.           | 15 500 km       | 920 m     | silo           |
| UR-100                | SS-11 Sego            | Union soviétique | 1967  | 1      | 500 kt               | 42 t   | hyp. et hyp.           | 11 000 km       | 1 400 m   | silo           |
| RT-2                  | SS-13 Savage          | Union soviétique | 1968  | 1      | 1,5 Mt               | 50 t   | sol., sol., sol.       | 9 500 km        | 2 000 m   | silo           |
| LGM-30 Minuteman II   | LGM-30 Minuteman II   | États-Unis       | 1967  | 1      | 1,2 Mt               | 33 t   | sol., sol., sol.       | 12 500 km       | 1 000 m   | silo           |
| RT-20P                | SS-15 Scrooge         | Union soviétique | 1969  | 1      | 500 kt               | 30 t   | sol. et hyp.           | 11 000 km       | 600 m     | mobile         |
| LGM-30F Minuteman III | LGM-30F Minuteman III | États-Unis       | 1971  | 3      | 170 kt               | 35 t   | sol., sol., sol.       | 13 000 km       | 280 m     | silo           |
| R-29                  | SS-N-8 Sawfly         | Union soviétique | 1974  | 1 à 7  | 100-500 kt           | 33 t   | mer., sol.             | 6 500-9 000 km  | n.d.      | SNLE           |
| R-36M                 | SS-18 Satan           | Union soviétique | 1974  | 1 à 10 | 11 Mt (ogive unique) | 210 t  | hyp. et hyp.           | 11 200 km       | 400 m     | silo           |
| MR-UR-100             | SS-17 Spanker         | Union soviétique | 1975  | 1      | 3,5–6 Mt             | 71 t   | hyp. et hyp.           | 10 100 km       | 420 m     | silo           |
| UR-100N               | SS-19 Stiletto        | Union soviétique | 1975  | 6      | 650 kt               | 105 t  | hyp., hyp., hyp.       | 9 700 km        | 350 m     | silo           |
| RT-21                 | SS-16 Sinner          | Union soviétique | 1976  | 1      | 1–1,5 Mt             | 44 t   | sol., sol., sol.       | 10 500 km       | 450 m     | mobile         |
| Trident I             | Trident I             | États-Unis       | 1979  | 8      | 100 kt               | 33 t   | mer., sol.             | 6 400 km        | 380 m     | SNLE           |
| DF-4                  | CSS-3                 | Chine            | 1980  | 1 à 3  | 3,3 Mt               | 82 t   | sol., sol., sol.       | 7 000 km        | 1 500 m   | silo           |
| DF-5                  | CSS-4                 | Chine            | 1981  | 1      | 2 Mt                 | 183 t  | hyp., hyp., hyp.       | 12 000 km       | 500 m     | silo           |
| R-39 Rif              | SS-N-20 Sturgeon      | Union soviétique | 1983  | 10     | 100-200 kt           | 84 t   | mer., sol.             | 8 300 km        | n.d.      | SNLE           |
| RT-2PM                | SS-25 Sickle          | Union soviétique | 1985  | 1      | 550 kt               | 45 t   | sol., sol., sol.       | 10 500 km       | 150 m     | mobile et silo |
| LGM-118A Peacekeeper  | LGM-118A Peacekeeper  | États-Unis       | 1986  | 10     | 300 kt               | 88 t   | sol., sol., sol.       | 9 600 km        | 100 m     | silo           |
| Jericho III           | Jericho III           | Israël           | 1986  | n.d.   | n.d.                 | 26 t   | sol. et sol.           | 3 500-11 000 km | n.d.      | tour           |
| RT-23                 | SS-24 Scalpel         | Union soviétique | 1987  | 10     | 400 kt               | 104 t  | sol., sol., sol.       | 10 000 km       | 150 m     | mobile et silo |
| Trident II            | Trident II            | États-Unis       | 1990  | 1 à 8  | 100-475 kt           | 58 t   | mer., sol.             | 11 300 km       | 90 m      | SNLE           |
| M45                   | M45                   | France           | 1996  | 6      | 150 kt               | 35 t   | mer., sol.             | 6 000 km        | 200 m     | SNLE           |
| RT-2PM2 Topol-M       | SS-27 Sickle-B        | Russie           | 1997  | 1      | 550 kt               | 47 t   | sol., sol., sol.       | 11 000 km       | 350 m     | mobile et silo |
| DF-31                 | CSS-9                 | Chine            | 2000  | 1      | 1 Mt                 | 42 t   | sol., sol., sol.       | 8 000 km        | 300 m     | mobile         |
| Jericho III           | Jericho III           | Israël           | 2008  | n.d.   | n.d.                 |        |                        | 6 500 km        | 1 000 m   | silo           |
| M51                   | M51                   | France           | 2010  | 6 à 10 | 100-110 kt           | 54 t   | mer., sol.             | 9 000 km        | 200 m     | SNLE           |
| RS-24 Iars            | SS-29                 | Russie           | 2010  | 3      | 150-200 kt           | 50 t   | sol., sol., sol.       | 10 500 km       | 250 m     | silo, mobile   |
| RS-26 Rubezh          | SS-X-31               | Russie           | 2011  | 6      | 150-300 kt           | 36 t   | sol., sol., sol.       | 5 800 km        | 90-250 m  | silo, mobile   |
| Julang 2              | CSS-N-4               | Chine            | 2015  | 3 à 10 | 250-1 000 kt         | 23 t   | mer., sol              | 8 600-14 000 km | n.d.      | SNLE           |
| Hwasong-14            | Hwasong-14            | Corée du Nord    | 2017  | 1      | n.d.                 | 34 t   |                        | 10 000 km       | n.d.      | tour           |
| Hwasong-15            | Hwasong-15            | Corée du Nord    | 2017  | 1      | n.d.                 | 72 t   |                        | 13 000 km       | n.d.      | mobile         |
| Agni-V                | Agni-V                | Inde             | 2018  | 1      | n.d.                 | 72 t   |                        | 7 000 km        | 17m       | mobile         |
| RS-28 Sarmat          | SS-30 Satan-2         | Russie           | 2020  | 15     | n.d.                 | >100 t | sol., sol., sol.       | 17 000 km       | 10 m      | silo, mobile   |
| R-29RMU2 Sineva       | SS-N-18               | Russie           | 2007  | 4      | 500 kt               | 46 t   | mer/sol                | 8 300 km        | 15 m      | SNLE           |
| R-30 Boulava          | SS-N-32               | Russie           | 2013  | 6 à 10 | 100-150 kt           | 37 t   | mer., sol.             | 8 000 km        |           | SNLE           |